# Bertolli
Bertolli — бренд итальянских продуктов питания, который является лидером мирового рынка по производству оливкового масла первого отжима. Впоследствии под этим брендом начали выпускать макаронные изделия, соусы и полуфабрикаты.

## История

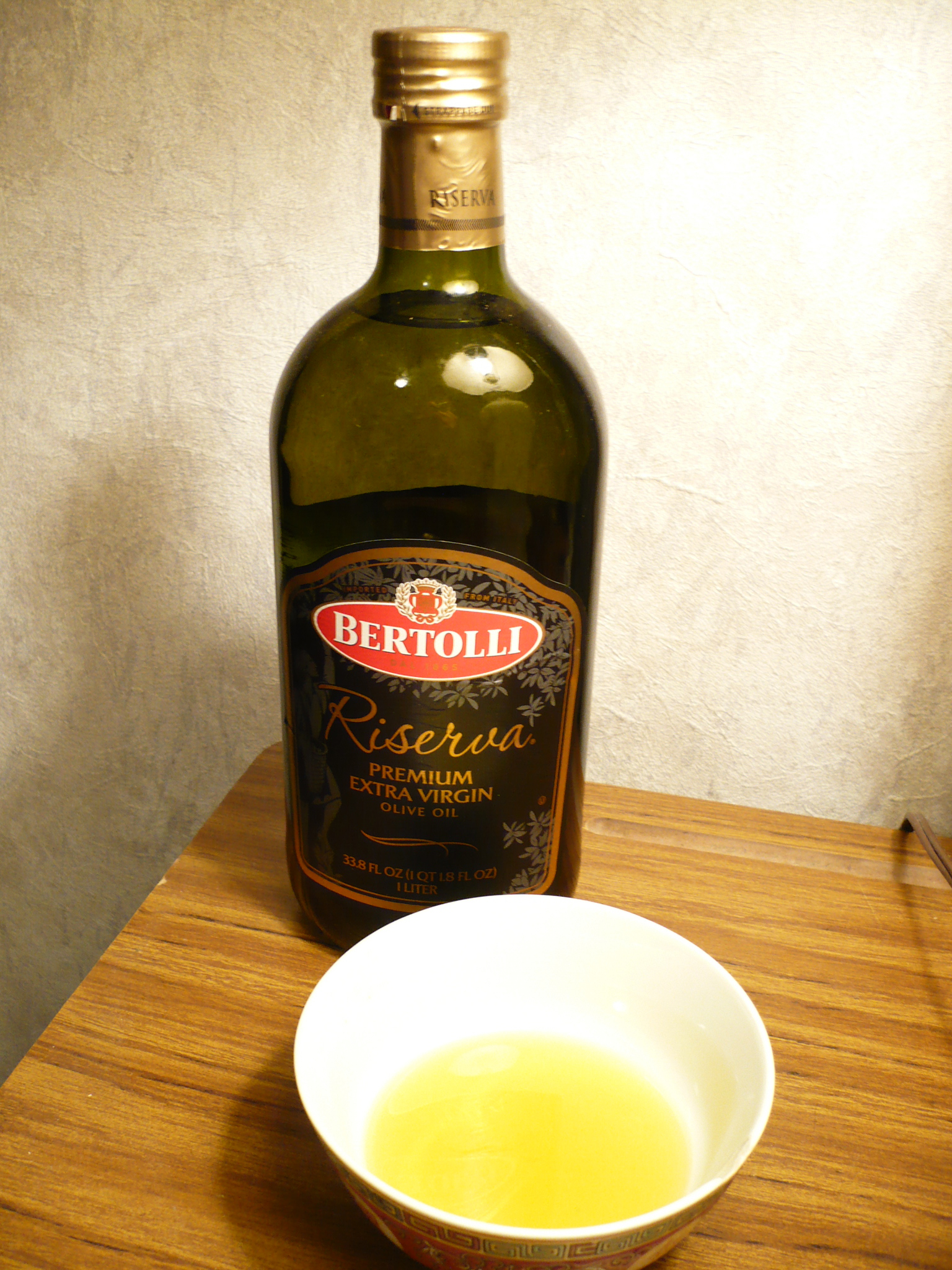
Bertolli Riserva (оливковое масло первого отжима)

История Бертолли насчитывает более 150 лет и берёт начало в 1865 году, когда Франческо Бертолли и его жена Екатерина начали продавать вино, сыр, оливки и оливковое масло.
Компанию основал Франческо Бертолли в 1865 году в городе Лукка, Тоскана. Позже она была куплена компанией Unilever, которая затем продала бизнес по производству оливкового масла Grupo SOS (в настоящее время Grupo Deoleo), второй по величине в Испании продовольственной группе. Сделка включала в себя продажу итальянских предприятий Maya, Dante и San Giorgio, занимающихся производством оливкового и растительного масла, а также завода в Инверуно, провинция Милан, Ломбардия. Компания по производству замороженных продуктов под торговой маркой Bertolli была продана компании ConAgra Foods в августе 2012 года. 22 мая 2014 года Unilever согласилась продать свой североамериканский бизнес по производству соусов под брендами Ragú и Bertolli японской фирме Mizkan Group за 2,15 миллиарда долларов. Эти бренды принадлежат производителю продуктов питания под частной торговой маркой Symington’s.
Полуфабрикаты, продаваемые Бертолли, маркируются в категориях «Блюдо для одного», «Блюда для двоих» и «Десерт». В 2014 году продажи упали и компания ConAgra сфокусировалась на росте продуктов под частной маркой, которую розничные торговцы продают под собственным брендом.